# Copa Mundial de Béisbol Sub-16
El Campeonato Mundial Juvenil (también llamado el Campeonato Mundial de Béisbol Sub-16 de la IBAF y anteriormente la Copa Mundial de Béisbol de AA) fue administrado por la IBAF y se jugó 15 veces hasta 2011. El torneo estaba compuesto por jugadores de 16 años o menos y se jugó anualmente en su primeros años, luego pasó a ser un torneo bianual. La IBAF retiró el apoyo para el torneo de 2007 cuando Venezuela se negó a otorgar visas al equipo de Taiwán; Australia y los Países Bajos ya se habían retirado debido a preocupaciones de seguridad. El torneo se llevó a cabo de todos modos con membresía reducida. El torneo fue reemplazado por la Copa Mundial de Béisbol Sub-15.

## Resultados
| Año  | Sede final         |                | Medallistas          | Medallistas    | Medallistas | Medallistas |
| Año  | Sede final         | Oro            | Plata                | Bronce         |             |             |
| 1989 | Japón              | Japón          | China Taipéi         | China          |             |             |
| 1990 | México             | Japón          | Brasil               | Cuba           |             |             |
| 1991 | Australia          | China Taipéi   | Japón                | Brasil         |             |             |
| 1993 | Brasil             | Brasil         | China Taipéi         | Corea del Sur  |             |             |
| 1994 | México             | Cuba           | República Dominicana | Brasil         |             |             |
| 1995 | Brasil             | Cuba           | Brasil               | Estados Unidos |             |             |
| 1996 | Japón              | Corea del Sur  | Cuba                 | China Taipéi   |             |             |
| 1997 | República de China | Cuba           | China Taipéi         | Australia      |             |             |
| 1998 | Estados Unidos     | Estados Unidos | China Taipéi         | Venezuela      |             |             |
| 2001 | México             | Estados Unidos | Venezuela            | Australia      |             |             |
| 2003 | República de China | Estados Unidos | China Taipéi         | Cuba           |             |             |
| 2005 | México             | Cuba           | Estados Unidos       | Australia      |             |             |
| 2007 | Venezuela          | Estados Unidos | Brasil               |                |             |             |
| 2009 | República de China | Estados Unidos | Cuba                 | México         |             |             |
| 2011 | México             | Estados Unidos | Cuba                 | Japón          |             |             |

## Medallero histórico
| Posición | País                 | Oro | Plata | Bronce | Total |
| -------- | -------------------- | --- | ----- | ------ | ----- |
| 1        | Estados Unidos       | 6   | 1     | 1      | 8     |
| 2        | Cuba                 | 4   | 3     | 2      | 9     |
| 3        | Japón                | 2   | 1     | 1      | 4     |
| 4        | China Taipéi         | 1   | 5     | 1      | 7     |
| 5        | Brasil               | 1   | 3     | 2      | 6     |
| 6        | Corea del Sur        | 1   | 0     | 1      | 2     |
| 7        | Venezuela            | 0   | 1     | 1      | 2     |
| 8        | República Dominicana | 0   | 1     | 0      | 1     |
| 9        | Australia            | 0   | 0     | 3      | 3     |
| 10       | China                | 0   | 0     | 1      | 1     |
| 11       | México               | 0   | 0     | 1      | 1     |

1China Taipéi es la designación oficial de la IBAF para el equipo representante del Estado oficialmente referido como República de China, más comúnmente llamado Taiwán. (Véase también Estatus político de la República de China para más detalles.)